# Latour-de-Carol
Latour-de-Carol (catalansk: La Tor de Querol) er en by og kommune i departementet Pyrénées-Orientales i Sydfrankrig.

## Geografi
Latour-de-Carol ligger i Cerdagne 108 km vest for Perpignan. Nærmeste by er mod sydøst Enveitg (3 km).

## Demografi

### Udvikling i folketal
| 1962                                                              | 1968 | 1975 | 1982 | 1990 | 1999 | 2007 | 2011 | 2017 |
| ----------------------------------------------------------------- | ---- | ---- | ---- | ---- | ---- | ---- | ---- | ---- |
| 359                                                               | 359  | 381  | 390  | 364  | 367  | 401  | 410  | 424  |
| Tal fra og med 1962 er uden dobbelttælling (sans doubles comptes) |      |      |      |      |      |      |      |      |